# Première série de pièces allemandes de 2 euros des Länder
Pour les articles homonymes, voir Série de pièces allemandes de 2 euros des Länder.
L'Allemagne a commencé en 2006 une série de 16 pièces commémoratives de 2 euros qui s'est achevée en 2022. Cette série concerne les 16 Länder allemands. Les pièces ont été émises à raison d'une par année. L'année d'émission des pièces coïncide avec la présidence au Bundesrat du Land concerné. C'est ainsi que la première de ces pièces est revenue au Schleswig-Holstein.
L'ordre des présidences ayant été modifié, l'Allemagne n'a pas émis de pièce dans cette série en 2019. En effet, c'est le Schleswig-Holstein qui a assuré la présidence tournante en 2019 et le Land avait déjà été commémoré en 2006. L'ordre des trois dernières pièces a donc été revu pour des émissions de 2020 à 2022.
En 2023, un nouveau cycle démarre, sur l'identité culturelle et les particularités régionales.

## Pièces émises
| Année | Land                               | Dessin | Description | Photo                               |
| 2006  | Schleswig-Holstein                 |        | La Holstentor de Lübeck La partie interne de la pièce représente la Holstentor, porte emblématique de la ville de Lübeck. Au bas de la partie interne et en dessous de la porte, apparaissent les mots SCHLESWIG-HOLSTEIN. Les initiales du graveur Heinz Hoyer, HH, figurent à droite du dessin. Une des lettres A (Berlin), D (Munich), F (Stuttgart), G (Karlsruhe) ou J (Hambourg) apparaît sur le côté gauche du dessin comme marque d'atelier. Douze étoiles forment un demi-cercle sur la partie supérieure de l'anneau externe, interrompu par le millésime 2006 au sommet de la pièce. Les mots BUNDESREPUBLIK DEUTSCHLAND forment un demi-cercle sur la partie inférieure de l'anneau extérieur. Gravure sur tranche : 30 millions de pièces émises. | La Holstentor de Lübeck             |
| 2007  | Mecklembourg-Poméranie-Occidentale |        | Le château de Schwerin. La partie interne de la pièce représente le château de Schwerin. Les mots Mecklenburg-Vorpommern apparaissent sous le château. Les initiales du graveur Heinz Hoyer, HH, apparaissent dans le bas de la partie interne de la pièce. Une des lettres A (Berlin), D (Munich), F (Stuttgart), G (Karlsruhe) ou J (Hambourg) apparaît en dessus du dessin comme marque d'atelier. Douze étoiles forment un demi-cercle sur la partie supérieure de l'anneau externe, interrompu par le millésime 2007 au sommet de la pièce. Les mots BUNDESREPUBLIK DEUTSCHLAND forment un demi-cercle sur la partie inférieure de l'anneau extérieur. Gravure sur tranche : 30 millions de pièces émises.                                                | Le château de Schwerin              |
| 2008  | Hambourg                           |        | L'église Saint-Michel de Hambourg La partie interne de la pièce représente l'église Saint-Michel de Hambourg. Sous le monument est inscrit le nom du land HAMBURG. À droite du monument, de bas en haut, apparaissent l'initiale du graveur O et la marque d'atelier représentée par une des lettres A (Berlin), D (Munich), F (Stuttgart), G (Karlsruhe) ou J (Hambourg). L'anneau externe comporte, dans sa partie inférieure, les mots BUNDESREPUBLIK DEUTSCHLAND, et dans sa partie supérieure, le millésime 2008 et douze étoiles. Gravure sur tranche : 30 millions de pièces émises. | L'église Saint-Michel               |
| 2009  | Sarre                              |        | La Ludwigskirche de Sarrebruck La partie interne de la pièce représente l'église Saint Louis de Sarrebruck. Sous le monument sont inscrits le nom du land «SAARLAND» et la marque d'atelier représentée par une des lettres «A», «D», «F», «G» ou «J». À droite du monument, apparaissent les initiales «FB» du graveur Friedrich Brenner. L'anneau externe comporte, dans sa partie inférieure, le nom du pays émetteur «BUNDESREPUBLIK DEUTSCHLAND», et dans sa partie supérieure, le millésime «2009» et douze étoiles. Gravure sur tranche : 30 millions de pièces émises. | La Ludwigskirche de Sarrebruck      |
| 2010  | Brême                              |        | L'hôtel de ville de Brême La représentation de l'hôtel de ville de Brême (classée au patrimoine mondial par l'Unesco en 2004), avec au premier plan la statue de Roland. En bas, à droite la légende BREMEN (Brême). Sur l'anneau externe de la pièce, l'indication du pays émetteur D et le millésime 2010 sont insérés respectivement en haut et en bas parmi les douze étoiles du drapeau européen. Gravure sur tranche : 30 millions de pièces émises. | La mairie de Brême                  |
| 2011  | Rhénanie-du-Nord-Westphalie        |        | La Cathédrale de Cologne La représentation de la cathédrale de Cologne dans son intégralité, chef-d'œuvre d'architecture gothique, en mettant l'accent sur la beauté du portail sud. La légende NORDRHEIN-WESTFALEN (Rhénanie-du-Nord-Westphalie) est située sous le bâtiment. L'anneau externe de la pièce comporte les douze étoiles du drapeau européen. Entre les étoiles, dans le bas, le millésime, 2011, et au-dessus, la référence au pays émetteur, D (pour Deutschland). Gravure sur tranche : 30 millions de pièces émises. | La cathédrale de Cologne            |
| 2012  | Bavière                            |        | Le château de Neuschwanstein La représentation du château de Neuschwanstein, près de Füssen, vu de l'est, avec le portail en avant-plan, surmonté des tours et tourelles de style médiéval. Derrière le château, une vue stylisée du panorama montagneux. L'anneau externe de la pièce comporte les douze étoiles du drapeau européen. Entre les étoiles se trouvent, dans la partie inférieure, le millésime 2012 et, dans la partie supérieure, l'indication du pays émetteur D (pour Deutschland). Gravure sur tranche : 30 millions de pièces émises. | Le château de Neuschwanstein        |
| 2013  | Bade-Wurtemberg                    |        | L'Abbaye de Maulbronn La représentation de l'abbaye de Maulbronn, avec sur la partie droite une vue de la façade du bâtiment et sur la gauche le détail de la fontaine. En haut, le millésime 2013. En bas l'inscription BADEN-WÜRTTEMBERG (Bade-Wurtemberg) et la mention du pays émetteur D (pour Deutschland). L'anneau externe de la pièce comporte les douze étoiles du drapeau européen. Gravure sur tranche : 11 millions de pièces émises. | L'abbaye de Maulbronn               |
| 2014  | Basse-Saxe                         |        | L'église Saint-Michel de Hildesheim La représentation de l'église Saint-Michel à Hildesheim. En haut, à gauche, le millésime 2014. En bas, la légende NIEDERSACHSEN (Basse-Saxe) et l'initiale du pays émetteur D (pour Deutschland). L'anneau externe de la pièce comporte les douze étoiles du drapeau européen. Gravure sur tranche : 30 millions de pièces émises. | L'église Saint-Michel de Hildesheim |
| 2015  | Hesse                              |        | L'église Saint-Paul de Francfort La représentation de l'Église Saint-Paul de Francfort-sur-le-Main. En haut, à gauche, le millésime 2015. En bas, la légende HESSEN (Hesse). En haut à droite, l'initiale du pays émetteur D (pour Deutschland). L'anneau externe de la pièce comporte les douze étoiles du drapeau européen. Gravure sur tranche : 30 millions de pièces émises. | L'église Saint Paul de Francfort    |
| 2016  | Saxe                               |        | Le Zwinger de Dresde La représentation de la cour intérieure du Zwinger à Dresde, avec au fond la Kronentor (de) et à l'avant-plan des fontaines. En bas, la légende SACHSEN (Saxe) surmontée de l'initiale du pays émetteur D (pour Deutschland). En haut, à gauche, le millésime 2016. L'anneau externe de la pièce comporte les douze étoiles du drapeau européen. | Le palais Zwinger de Dresde         |
| 2017  | Rhénanie-Palatinat                 |        | La Porta Nigra de Trèves La représentation de la Porta Nigra à Trèves, côté campagne. En bas, la légende RHEINLAND-PFALZ (Rhénanie-Palatinat) au-dessus de l'initiale du pays émetteur D (pour Deutschland). En haut, le millésime 2017. L'anneau externe de la pièce comporte les douze étoiles du drapeau européen. | La Porta Nigra de Trèves            |
| 2018  | Berlin                             |        | Le Château de Charlottenbourg La représentation du bâtiment principal du Château de Charlottenbourg, à Berlin. À l'avant-plan, le haut des deux piliers du portail d'entrée du château, surmontés chacun par la statue d'un gladiateur. Entre les piliers, la légende BERLIN au-dessus de l'initiale du pays émetteur D (pour Deutschland). En haut, à gauche, le millésime 2018. L'anneau externe de la pièce comporte les douze étoiles du drapeau européen. | Le château de Charlottenburg        |
| 2020  | Brandebourg                        |        | Le palais de Sanssouci de Potsdam Vue du palais de Sanssouci à Potsdam, avec les plateaux de vignes et les escaliers. En haut, le millésime 2020. En bas, la légende BRANDENBURG (Brandebourg) au-dessus de l'initiale du pays émetteur D (pour Deutschland). L'anneau externe de la pièce comporte les douze étoiles du drapeau européen. | Le palais de Sanssouci de Potsdam   |
| 2021  | Saxe-Anhalt                        |        | La cathédrale Saint-Maurice-et-Sainte-Catherine de Magdebourg La représentation de la cathédrale de Magdebourg, depuis l'arrière. En haut le millésime 2021. En bas, la légende SACHSEN-ANHALT (Saxe-Anhalt) au-dessus de l'initiale du pays émetteur D (pour Deutschland). L'anneau externe de la pièce comporte les douze étoiles du drapeau européen. | La cathédrale de Magdebourg         |
| 2022  | Thuringe                           |        | Le château de la Wartbourg d'Eisenach La vue en contrebas de la colline du château de la Wartbourg à Eisenach. En haut, à gauche, le millésime 2022. En bas, la légende THÜRINGEN (Thuringe) au-dessus de l'initiale du pays émetteur D (pour Deutschland). L'anneau externe de la pièce comporte les douze étoiles du drapeau européen. | Le château de Wartbourg             |